# Установки фракціонування в Нижньокамську
Установки фракціонування в Нижньокамську – виробничий майданчик газопереробного спрямування, який діє у Татарстану. 
В межах проекту потужного нафтохімічного майданчику у Нижньокамську в 1967 році ввели в дію Центральну газофракційну установку 1 (ЦГФУ-1), призначену для розділення фракції С3+ (у російській термінології відома як широка фракція легких вуглеводнів, ШФЛУ). В 1971-му стала до ладу ЦГФУ-2. Обидві вони мали потужність по 750 тисяч тон на рік, проте вже у 1981-му показник ЦГФУ-2 довели до 1,35 млн тон. 
Продуктами фракціонування виступають пропан, бутан, ізобутан, пентан, ізопентан та гексан, при цьому бутани та пентани споживаються нижньокамськими установками дегідрогенізації.
Сировину для фракціонування первісно подали по трубопроводу Міннібаєво – Нижньокамськ. В середині 1980-х сюди ж вивели потужний продуктопровід Західний Сибір – Урал – Поволжя, проте вже за кілька років він вийшов з ладу після катастрофи. Наразі Мінінбаєвський завод вже не випускає товарну ШФЛУ, а всі необхідні для нижньокамського майданчику обсяги (станом на 2021 рік тут споживали 1,4 млн тон газової сировини) отримують залізничним транспортом.